# Microdon rubriventris
Microdon rubriventris är en tvåvingeart som beskrevs av Lynch Arribalzaga 1891. Microdon rubriventris ingår i släktet myrblomflugor, och familjen blomflugor. Inga underarter finns listade i Catalogue of Life.